# 八·一八松花江沉船事故
八·一八松花江沉船事故是指1985年8月18日发生在松花江哈尔滨段的恶性沉船事故，当时船上有238名乘客，事故中共有171人溺水死亡。

## 事故原因
- 船上乘客纠纷，发生肢体冲突，导致驾驶员离开岗位参与打架。
- 驾驶员酒后驾船，并参与船上乘客打架，造成船只失控。
- 船只严重超载，定员148人的客船当时共乘载了238名乘客。

## 事故处理
1985年12月，黑龙江省哈尔滨市中级人民法院对此次事故进行了公审，两名打架的乘客以流氓罪分別被判处死刑及死刑緩期執行，驾驶员被以交通肇事罪判处有期徒刑7年，其他相关责任人被以玩忽职守罪判处4至5年有期徒刑。